# Tanarctidae
Famille
Les Tanarctidae sont une famille de tardigrades. 

## Liste des genres
Selon Degma, Bertolani et Guidetti, 2016 :
- Actinarctus Schulz, 1935
- Tanarctus Renaud-Debyser, 1959
- Zioella Renaud-Mornant, 1987

## Publication originale
- Renaud-Mornant, 1980 : Description de trois espèces nouvelles du genre Tanarctus Renaud-Debyser, 1959, et création de la sous-famille des Tanarctinae, subfam. nov. (Tardigrada, Heterotardigrada). Bulletin du Museum National d'Histoire Naturelle Section A Zoologie Biologie et Ecologie Animales, vol. 2, no 1, p. 129-141.